# Amblypsilopus basistylatus
Amblypsilopus basistylatus är en tvåvingeart som först beskrevs av Octave Parent 1939.  Amblypsilopus basistylatus ingår i släktet Amblypsilopus och familjen styltflugor. Inga underarter finns listade i Catalogue of Life.